# هلوسة كاذبة
الهلوسة الكاذبة (بالإنجليزية: Pseudohallucination)‏ ومن اليونانية القديمة: ψευδής (الزائفة) "الهلوسة الكاذبة" + "الهلوسة" هي تجربة حسية لا إرادية حية بما يكفي لاعتبارها هلوسة، ولكن يعترف بها الشخص الذي يعاني منها على أنها ذاتية وغير واقعية. على النقيض من ذلك، فإن الهلوسة "الحقيقية" ينظر إليها على أنها حقيقية تمامًا من قبل الشخص الذي يمر بها. 
يبدو أن مصطلح "الهلوسة الكاذبة" قد صاغه فريدريك ويلهلم هاغن. نشر هاغن كتابه عام 1868 "Zur Theorie der Halluzination" لتعريفها بأنها "أوهام أو أخطاء حسية". صاغ المصطلح الطبيب النفسي الروسي فيكتور كاندينسكي [الإنجليزية] (1849-1889). في عمله "حول الهلوسة الكاذبة" (بالروسية: "О псевдогаллюцинациях" [o psevdogalliutsinatsiakh])، وصف تجربته الذهانية بتعريف الهلوسة الكاذبة بأنها "تصورات ذاتية مشابهة للهلوسة، فيما يتعلق بشخصيتها وحيويتها، لأنها تختلف عن تلك التصورات. ليس لديك حقيقة موضوعية". كمثال على الهلوسة الكاذبة، يعطي كاندينسكي الهلوسة التنويمية التي تحدث عند الأشخاص العاديين قبل النوم مباشرة.
لا يستخدم المصطلح على نطاق واسع في المجالات النفسية والطبية، حيث يعتبر غامضًا؛ يفضل استخدام مصطلح الهلوسة غير الذهانية. ومن المرجح أن تحدث الهلوسة الكاذبة مع عقار مهلوس. لكن "الفهم الحالي للهلوسة الكاذبة يعتمد في الغالب على عمل كارل ياسبرز".
ثمة تمييز آخر بين الهلوسة الكاذبة والهلوسة، حيث تكون هذه الأخيرة نتيجة لتلف الجهاز العصبي المحيطي.
تعتبر من الأعراض المحتملة لاضطراب التحويل في الدليل التشخيصي والإحصائي للاضطرابات النفسية (2000). وفي طبعته الخامسة (2013)، أزيل هذا التعريف. أيضًا، يمكن أن تحدث الهلوسة الكاذبة عند الأشخاص الذين يعانون من ضعف البصر / السمع، والتي يشار إليها باسم متلازمة تشارلز بونيه.[بحاجة لمصدر]

## مقالات ذات صلة
- تجارب غير اعتيادية
- هلوسة سمعية
- وهم
- حلم صاف
- وبصة